# North Augusta
North Augusta – miasto w Stanach Zjednoczonych, w stanie Karolina Południowa, w hrabstwie Aiken.